# Śląski Inspektorat Okręgowy Straży Granicznej

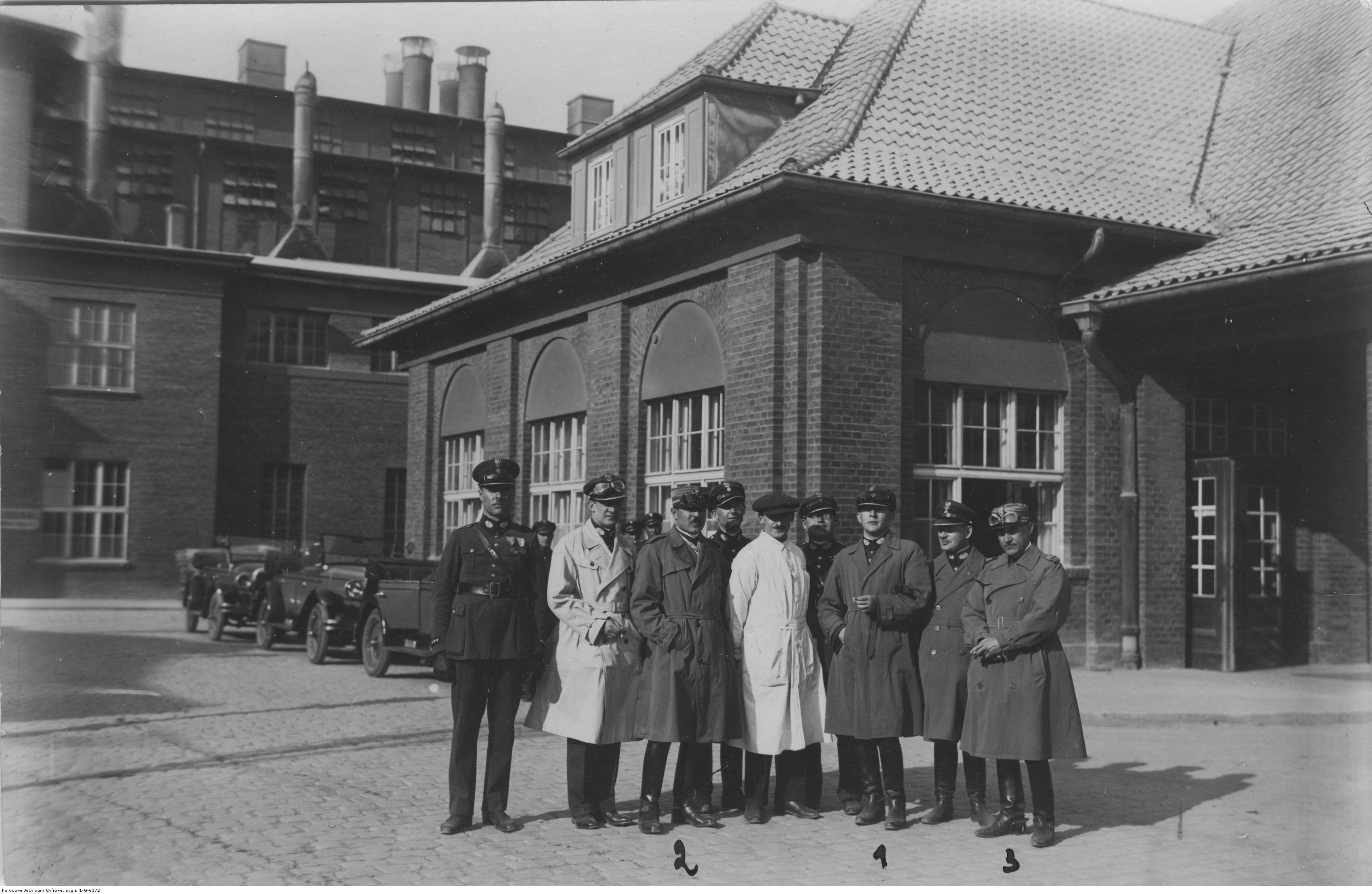
Oficerowie polskiej i rumuńskiej Straży Granicznej w Śląskim Inspektoracie Okręgowym

Śląski Inspektorat Okręgowy Straży Granicznej – jednostka organizacyjna Straży Granicznej pełniąca służbę ochronną na granicy polsko-niemieckiej w latach 1928–1939.

## Formowanie i zmiany organizacyjne
20 czerwca 1927 roku prezes Rady Ministrów Józef Piłsudski delegował na stanowisko naczelnego inspektora Straży Celnej płk. Stefana Pasławskiego z zadaniem gruntownej rekonstrukcji tego organu. Jesienią 1927 dokonano nowego podziału terytorialnego, a minister spraw wojskowych skierował do dyspozycji komendanta SC oficerów przewidzianych do obsadzenia nowo utworzonych stanowisk inspektorów okręgowych. Utworzono pięć nowych inspektoratów okręgowych, w tym między innymi Śląski Inspektorat Okręgowy Straży Celnej, z którego w prostej linii wywodzi się Śląski Inspektorat Okręgowy Straży Granicznej. Kierownikiem inspektoratu mianowano mjr. Wacława Budrewicza, a siedzibą inspektoratu były Katowice. 
Rozporządzeniem Prezydenta Rzeczypospolitej Polskiej Ignacego Mościckiego z 22 marca 1928 roku, do ochrony północnej, zachodniej i południowej granicy państwa, a w szczególności do ich ochrony celnej, powoływano z dniem 2 kwietnia 1928 roku  Straż Graniczną.
Rozkazem nr 4 z 30 kwietnia 1928 roku w sprawach organizacji Śląskiego Inspektoratu Okręgowego dowódca Straży Granicznej gen. bryg. Stefan Pasławski zatwierdził dyslokację, granice i strukturę inspektoratu okręgowego. 
Rozkazem nr 2 z 8 września 1938 roku w sprawie terminologii odnośnie władz i jednostek organizacyjnych formacji, dowódca Straży Granicznej płk Jan Gorzechowski nakazał zmienić nazwę Śląskiego Inspektoratu Okręgowego Straży Granicznej na Śląski Okręg Straży Granicznej, dotychczasowy inspektorat okręgowy przemianował na komendę okręgu i wprowadził tytuł komendanta okręgu w miejsce dotychczasowego kierownika.
Rozkazem nr 3 z 8 września 1938 roku w sprawach reorganizacji jednostek na terenach Śląskiego, Zachodniomałopolskiego i Wschodniomałopolskiego okręgów Straży Granicznej, a także utworzenia nowych komisariatów i placówek, komendant Straży Granicznej płk Jan Gorzechowski, działając na podstawie upoważnienia Ministra Skarbu z 14 października 1938 roku zarządził utworzenie placówki II linii „Bielsko” o etacie 13 szeregowych.
Rozkazem nr 12 z 14 lipca 1939 roku w sprawie reorganizacji placówek II linii i posterunków wywiadowczych oraz obsady personalnej, komendant Straży Granicznej gen. bryg. Walerian Czuma przemianował posterunek SG „Będzin” i  „Zawiercie” na placówki II linii.
Rozkazem nr 13 z 31 lipca 1939 roku w sprawach [...] przeniesienia siedzib i zmiany przydziałów jednostek organizacyjnych, komendant Straży Granicznej gen. bryg. Walerian Czuma wydzielił Obwód Straży Granicznej „Cieszyn”  ze Ślaskiego Okręgu Straży Granicznej i przydzielił go do Zachodniomałopolskiego Okręgu Straży Granicznej.

## Służba graniczna
Śląski Inspektorat Okręgowy SG do dnia 30 stycznia 1930 roku oddał Wlkp. Insp. SG pododcinek granicy podlegający komisariatowi „Panki”.
Rozkazem nr 3 z 31 grudnia 1938 roku  w sprawach  reorganizacji jednostek [...], komendant Straży Granicznej płk Jan Jur-Gorzechowski ustalił rozgraniczenie odcinków: Śląskiego i Zachodniomałopolskiego Okręgu Straży Granicznej (Komisariat Jabłonków I Komisariat Istebna) - od kamienia kol. nr 5/6 przy torze kolejowym Jabłonków Mosty, następnie mostem kolejowym na potoku Czarne, dalej potokiem tym na północ do wzgórza c. 572,3 i c. 464 przez wzgórze Kiczory-Stożej, Soszów, Wielką Czantorię.
Charakterystyka inspektoratu
Obszar inspektoratu dzielono ze względu na specyfikę służby na Śląsk „zielony” i Śląsk „czarny”. Zielony Śląsk w okolicach Pszczyny, Rybnika i Lublińca charakteryzował się dużą liczna pagórków, lasów i parków. Czarny Śląsk to tereny gęsto zamieszkałe, skupiska miejskie, fabryki, huty i kopalnie. Inspektorat ochraniał też granicę z Czechosłowacją na Śląsku Cieszyńskim z licznymi wzniesieniami i infrastrukturą turystyczną. Osobnym problemem było miasto Cieszyn przecięte  linią graniczną na dwie części: polską i czeską. Odcinek granicy ochraniany przez Inspektorat Ślaski uznawano za najtrudniejszy. Obsługiwano 39 dróg celnych, 35 punktów przepustkowych i 133 drogi gospodarcze. W ciągu dnia przekraczało granicę około 54 000 osób. W ciągu 1931 roku wydano 369 298 kart cyrkulacyjnych, 21 000 przepustek jednorazowych, 26 000 przepustek stałych i 306 przepustek gospodarczych. Na terenie województwa śląskiego indywidualne grunty rolne przecięte były granicą w 353 przypadkach. Największy przemyt odnotowywano na starej granicy rosyjsko–niemieckiej w powiecie częstochowskim i będzińskim. W południowej części województwa śląskiego najbardziej zagrożony przemytem odcinek to dawna granica niemiecko–austriacka w południowo–zachodniej części powiatu rybnickiego.
Sąsiednie inspektoraty
- Wielkopolski Inspektorat Okręgowy Straży Granicznej ⇔ Małopolski Inspektorat Okręgowy Straży Granicznej
- Wielkopolski Inspektorat Okręgowy Straży Granicznej ⇔ Zachodniomałopolski Inspektorat Okręgowy Straży Granicznej – po 1934

## Struktura organizacyjna
Organizacja inspektoratu w 1928:
- Komenda − Katowice
- Inspektorat Graniczny nr 14 Lubliniec
- Inspektorat Graniczny nr 15 Królewska Huta
- Inspektorat Graniczny nr 16 Rybnik
- Inspektorat Graniczny nr 17 Biała

## Kierownicy/komendanci inspektoratu
| stopień   | imię i nazwisko     | okres pełnienia służby | kolejne stanowisko |
| --------- | ------------------- | ---------------------- | ------------------ |
| inspektor | Wacław Budrewicz    | 1927 – IX 1928         | do 9 pp            |
| inspektor | Wacław Szpilczyński | 1928– 19 X 1938        | komendant POSG     |
| inspektor | Karol Bacz          | 19 X 1938 – IX 1939    |                    |